# Gaio Sulpicio Galba (pretore)
Gaio Sulpicio Galba (in latino Gaius Sulpicius Galba; fl. 174 a.C.-171 a.C.) è stato un politico romano, pretore nel 171 a.C..

## Biografia
Apparteneva alla gens Sulpicia, una famiglia patrizia. Presumibilmente, era nipote del due volte console Publio Sulpicio Galba Massimo e figlio di un altro Gaio Sulpicio Galba, che, a causa della sua prematura morte (nel 199 a.C.), riuscì a diventare solo un membro del collegio dei pontefici.
Gaio il Giovane nel 174 a.C. divenne anche pontefice al posto del defunto Gneo Servilio Caepio. Nel 171 a.C. ricoprì la carica di praetor urbanus. Dovette fare uno sforzo per costringere il console plebeo Gaio Cassio Longino ad abbandonare l'idea di una campagna non autorizzata contro la Macedonia.